# Lista över butiker i Simpsons
Detta är en lista över fiktiva butiker i TV-serien Simpsons.

## Android's Dungeon & Baseball Card Shop
Android's Dungeon & Baseball Card Shop är en serietidning/samlarkortsbutik som ägs av Comic Book Guy som ligger på "Main Street". Portförbjudna på livstid har varit Sideshow Bob, Bart Simpson, Milhouse van Houten, Matt Groening och Nelson Muntz. När Comic Book Guy sjukskrevs togs rörelsen tillfälligt över av Bart och Milhouse, de upptäckte att i lokalen finns ett dolt förråd med piratkopior. När seriebutiken Coolsville Comics & Toys öppnade på andra sidan gatan provade Comic Book Guy sälja ninjavapen innan han tillfälligt fick stänga butiken. Deras slogan är "Take me to your baseball cards and comics (Ta mig till dina baseballkort och serier)"

## Costington's
Costington's är en galleria som ägs av finansmannen Mr. Costington. Till thanksgiving anordnar de varje år en parad. De har instiftat helgdagarna Jul II och Kärleksdagen. De har ingen slogan vilket de skryter med. Anställda har varit Yes-Man och Lindsay Neagle.

## Herman's Military Antiques
Herman's Military Antiques är en antikaffär med inriktning på krigstiden som ägs av Herman. Det är den enda butiken som Abraham Simpson känner till. Tidigare på platsen låg en djurbutik.

## Springfield Mall
Springfield Mall är ett stort varuhus som har verkliga butikerna Starbucks och myndigheten DMV men också många fiktiva butiker. Varuhuset var från början i en annan byggnad men den gamla byggnaden är nu riven. På scenen har Bröderna Cartwrighter uppträtt och så har det varit audition till Li'l Starmaker. Springfield Mall blev en gång nästan helt övergivet då borgmästarens pappa hade mördats där och nästan alla butiker hade stängts och flyttat.
- All Creatures Great and Cheap är en djurbutik där Sarcastic Man jobbar i kassan. Lisa har köpt en hamster där.[12] Homer försökte köpa en ponny där.[13] Sarcastic Man jobbar i kassan.
- Around the World News är en tidningsbutik.[14]
- Bana Republic är en klädbutik som har en skyltdocka som Milhouse är kär i.[15]
- The Brushes Are Coming säljer olika typer av borstar.[16]
- The China Syndrome är porslinbutik som säljer saker tillverkade i Kina.[17]
- Captain Blip's Zapateria är en datorspelshall.[11]
- Circuit Circus är en elektronikbutik där familjen Simpson köpte en Tivo.[18]
- Cockamamie's är en samlarbutik som även köper produkter som de själva senare säljer. Butiken ägs av John.[19]
- Coolsville Comics & Toys är en serietidningsbutik som ligger på andra sidan gata som Android's Dungeon & Baseball Card Shop och ägs av Milo.[3]
- Crazy E.T.'s Phone Home är en telefonbutik där de har sålt en helt ny Iphone för 20 cent.[20]
- Croching Toger, Hiddgen Eggroll är den enda restaurangen som inte serverar alkohol.[21]
- Da Buzz Club är en frisör. De tar 30 dollar för häftiga frisyrer.[22]
- Dingo Junction är en kedja med modekläder.[23]
- Donner's Pary Supplies är en butik som har allting för fester och partyn.[23]
- Do it Yourself, You Lazy Ass är en butik för personer som vill göra saker själv.[24]
- Dr. Nick Riviera General Specialist Credit Doctor är en vårdcentral som ägs av Dr. Nick.[25]
- The Drunk Paralegal Karaoke Supplier säljer prylar som behövs till karaoke.[17]
- 'ertz rent a car är en hyrbilsfirma i London.[26]
- Eye Caramba är en glasögonbutik där Homer genomförde en laseroperation.[27]
- The Family Jewels är ett smyckebutik där Homer och Marge letade efter sin första vigselring. Seymour köpte en ring till Patty också där.[28][29]
- Hair Clinic är en klinik som hjälper kunderna att återfå hår.[30]
- The Happy Sailor är en tatueringsstudio som inför julen har ett erbjudande på tolv bokstäver för 15.95 dollar.[31]
- In 'N' Out Ear Piercing var en butik som man kunde pierca sig i och är idag är en Starbucks. Deras slogan var "If it dangles, We'll Punch a hole in it (Om det hänger ner gör ett hål i det)". Sarcastic Man jobbade i butiken.[32]
- I.P.O. Friday's är en börshandlare där Homer köpte aktier i Animotion.[33]
- Itchy & Scratchy's är en klädbutik som säljer koftor som kliar.[34]
- Karma-Ceuticals är en new age-butik som gick i konkurs ett halvår före I Ching planerat det.[35]
- Kidstown är en leksaksbutik.[36]
- The Law Offices of Lionel Hutz är den första advokatbyrån med Lionel Hutz. Sekreterare då var då Dell.[25]
- The Leftorium är en butik i Springfield Mall med inriktning på prylar för vänsterhänta. Butiken ägs av Ned Flanders och var strax efter invigningen nära konkurs, då antalet kunder var lågt. Antalet kunder ökade allt eftersom ryktet om butiken spreds,[37] kunderna minskade igen efter att Left-Mart och Leftopolis öppnat.[38][39]
- Mapple Store är en butik från Mapple och den finns i Springfield Mall. Förutom försäljning av produkter som MyPods, MyPhones, MyCubes och MyPhonies finns en The Brainiac Bar i butiken.[9]
- Miscellaneous, Etc. är en high-techbutik där Sarcastic Man jobbar i kassan.[40]
- Moe's Express är en minibar som ägs av Moe Szyslak med tre anställda, varav en är Jeremy Peterson.[21]
- Mom & Pop Hardware är en affär för händiga som är en del av "Global Dynamics, Inc." Personalen heter Mom och Pop.[41]
- The O.K. Car-Rail är bilförsäljare med Gil, Gene, Stan, Tom och Don som personal.[42] Namen på de övriga anställda kommer från författaren till avsnittets gamla klasskompisar på gymnasiet.[43]
- Plunder Pete's säljer prylar från hela världen.[16]
- Rock Bottom Remainders är en bokhandel.[11]
- Saks Fifth Grade är en klädaffär för flickor. De säljer enbart kläder i små storlekar.[44]
- Señor Ding-Dong's Doorbell Fiesta är en dörrklocksaffär där Gil Gunderson har jobbat som praktikant.[45]
- The Sole Provider är en skobutk där Kearney, Jimbo och Dolph jobbat på deltid. Ägare av butiken var Mr. Freeman som slutade och började jobba på "Jolly Tamale".[15]
- Springfield Cinema är biografen i gallerian som har visat filmen Tango De La Muerte.[27]
- Springfield Hunting Supplies är en butik som säljer allting för jakt.[19]
- Stuff-N-Hug har flera anställda var Jeremy Peterson är den ena. De låter kunderna själva tillverka sitt gosedjur.[34]
- Sweet Home Alabama säljer bara saker som är gjorda i Alabama.[16]
- The Tamo'shanter Connection säljer basker.[16]
- Tommy Hillclimber är en vildmarksbutik.[27]
- Toys är en leksaksbutik med Sarcastic Man som jobbar i kassan.[46]
- Wickex Excess säljer stora prylar av allt möjligt.[16]

## Springfield Squidport
Springfield Squidport är shoppingdistriktet i Springfield vid "Springfield Habour". Här återfinns gatuartister och tivolispel. Produkter som marknadsförs är lemonad, varm korv, popcorn, friterad deg och lammkebab.

## Kwik-E-Mart
Kwik-E-Mart är den största närbutikskedjan i Springfield som ligger på "Main Street". Den mest besöka butiken sköts av Apu Nahasapeemapetilon. Inför premiären av The Simpsons: Filmen gjorde 7-eleven om elva butiker i USA och Kanada till Kwik-E-Mart-butiker.

## Övriga
- A-1 Baby Crutch är en butik som säljer barnkryckor men gick dåligt då inga barn skadade sig i Springfield längre.[48]
- Abercrombie & Fish är en butik som säljer parfym gjord av valen Bluella.[49]
- Appliance Zone är en elektronikbutik i Ogdenville med Sarcastic Man som försäljare. De säljer TV-apparater från Magnetbox, Sorny, Panaphonics och Carnivalé.[50]
- Are We Hair Yet? var en frisersalong som ägdes av Homer. Han stängde den efter att han tröttnat på att prata med sina kvinnliga kunder. Innan han öppnade frisersalongen låg "Honey Me Mine" där. Den ägdes av Horatio McCallister.
- Bloodbath & Beyond Gun Shop är ett butik som säljer vapen till personer med tillstånd där Sarcastic jobbar.[51]
- Blowhole Republic är en klädbutik som säljer korsetter av valskelett. Bland annat av valen Bluella.[49]
- Bob's RV Round-Up är en husbilsffär med säljaren Cowboy Bob, som dock inte äger butiken.[52] Deras maskot är en stor ballong föreställande en gorilla.[53]
- The Boob Tubery är elektronikaffär som säljer TV-relaterade prylar.[54]
- Bookaccino's är en bokhandel i Springfield. De säger att närmaste bokhandel ligger 161 km bort. Jeremy Peterson jobbar i deras kafé.[55] De har även en butik i Springfield Mall.[56]
- Books! Books! an Additional Books! är en bokaffär i Springfield.[57]
- Boris' Car Loft är en bilfirma där Homer har jobbat som försäljare.[58]
- Builder's Barn är en bygghandel där Jeremy Peterson jobbar.[59]
- Call med Delish-Mael är en butik som säljer Taffy-godis i hamnen. Butiken är utformad som en båt.[60]
- Cinderblock Village säljer cylinderblock och blev offer för gatukravaller i Springfield.[61]
- Circus of Values är ett lågprisvaruhus där ingen vara kostar under 5 dollar.[31]
- Circut Circus är en elektronikbutik i Springfield.[62]
- Cookie Colossovs är en butik som säljer kakor och erbjuder gratis smakprover.[14]
- The Copy Jalopy med slogan "We Tried To Make Copying Fun (Vi försöker göra kopiering roligt)" är ett tryckeri där Sarcastic man jobbar.[63]
- The Corpulent Cowboy är en klädbutik där Homer fick nya kläder av Lureen Lumpkin.[64]
- CostMo Foods är en supermarknad för matvaror där de har packningspojkar. Jeremy Peterson jobbar där.[65]
- Crafty Art's - Arts & Crafts är en modellbutik med Sarcastic Man som butiksförståndare.[47]
- Davey Jone's Hamper är en butik för sjömän.[60]
- Dentz Blackest Fingernails är en bilmekanikerfirma där Sarcastic Man jobbar.[66]
- Donny's Discount Gas är en bensinmack som säljer bensin för 1,49 och 8/10 dollar per gallon och ägs av Donny.[67]
- Eatie Gourmet's är en matbutik med slogan "A Place of Groceries (En plats för handel)" och är en butik som familjen Simpson brukar besöka efter kyrkan.[68]
- Elec-taurus är en bilfilrma som säljer elbilar. Provåker man får man en gratispresent.[69]
- Finger-Looking Godd Nail Salon är en manikyrbutik i Springfield.[70]
- First Bank of Springfield är banken där Marge och Homer har sina besparingar. Gil Gunderson jobbade där en kort stund. De anställda klär ut sig till djur ibland.[71]
- Fortune Megastore är en stor galleria med alla möjligha butiker. Gallerian ägs Arthur Fortune. I hela USA finns 112 gallerior med samma namn.[72]
- Gas and Drub är en besinmack med kaféavdelning och den sista macken före "Five Corners". Den enda kända anställde är "Jocey".[73]
- Goose's Gags and Gifts är en skämt- och presentbutik som ägs av Goose Gladwell. Butiken finns i över 20 städer i över 30 stater.[74]
- Hairy Shearers är en frisersalong som hade små marginaler men fick bättre ekonomi med hjälp av Homer. Apu har även provat nya frisyrer där och Marge klipper sitt hår där. Juliuo jobbar där som frisör.[75][48][76]
- Hemp City är en butik som säljer produkter av hampa och är populär av medlemmarna i Earth First. Den förstördes efter att en stock med Lisas avbildade huvud på hade kört in i den.[77]
- Heavenly Hills Mall är en shoppinggalleria som lockade kunder till premiären genom att tillverka en fejkad ängel. Deras luftkonditionering är kraftfullare än 40 vätebomber och ligger på Sabertooth Meadow. Gallerians VD heter Sid.[78]
- High-Pressure Tire Sales är en bilfirma som arbetar med bildäck.[79]
- Hocksville Tennesse är en pantbank i Knoxville där det fanns en antik samling med flaskor.[80]
- Home Security Trust' är ett växlingskontor med slogan "We're Not A Savings & Loan (Vi erbjuder inte spara och låna)"[81]
- Honest John's Computers är en datorbutik där Homer år 2000 köpte en dator för 5000 dollar.[82]
- Howard's Flower är en butik som säljer blommor. Rosor kostar 55 dollar dussinet.[83] Idag har grundarens son tagit över rörelsen då hans far avled för tio år sedan[84]
- Gas & Gulp är en bensinmack i Springfield och konkurrent till Kwik-E-Mart.[85]
- Jake's Unisex Hair Palace är en frisersalong som erbjuder gratis rakning på födelsedagar.[86] Anställda får betalt i hår.[77]
- Kliff's Kar Chalet är en bilfirma.[87]
- Knoxville Wig Outlet är en perukbutik i Knoxville som använder sin Sunsphere som lager.[80]
- Krustylu Studio Store är en butik bredvid TV-studion som säljer Krusty med Saracastic Man i kassan. Deras slogan är "The Krusty-est Store On Earth (Den Krustyigaste affären på jorden)".[88]
- Let's Get Fiscal är en rådgivningsbank där Lindsey Naegle jobbar.[4]
- Li'l Valu-Mart är en närbutik i Little Pwagmattasquarmsettport som säljer fyrverkerier.[89]
- Loose Chandeliers är en butik som säljer takkronor.[21]
- Lackluster Video är en videobutik där Jeremy Peterson jobbar.[90]
- Merry Window Munsurance Co. är en försäkringsbyrå. [53]
- Mook-E-Mart är ett snabbköp i Guidopolis och ligger granne med Guidopolis Savings & Loan.[91]
- Music World säljer noter och musikintstrument och blev offer för gatukravaller i Springfield.[61]
- Nick's Bowling Shop är två bowlingbutiker, varav den ena inte rensar bowlingkort.[92]
- Oxygen Bar var en butik som säljer syre där Krusty var stamkund. Butiken sprängdes efter att Homer kastat en tändsticka bredvid butiken.[93]
- Pawn Shop är en pantbank där Homer sålde sin TV från Motorola för 150 dollar för att ha råd med terapi till familjen. Pantbanken ligger granne med Aztec Theater.[94][95]
- Pest bye är en butik för medel mot ohyra, där Sarasctic Man jobbar i Shelbyville.[96]
- Plumbing Supplies är en toalettbutik där Lopue Velez köpte en toalett som hon drunknade i.[19]
- Poolsharks är en butik som säljer swimmingpooler. Deras slogan är "Where the buyer is our chum (Där köparen är vår kompis)".[97]
- The Prodigy Barn är en leksaksffär i Springfield Heights.[98]
- Raccon's Choice Trashcans är en butik som säljer soptunnor i Waverly Hill.[99]
- Red Blazer är en fastighetsförmedling som har haft Cookie Kwan, Gil Gunderson, Marge och Lionel Hutz som anställda.[100]
- Rub-On Tattons säljer klistertatueringar och är öppen dygnet runt.[101]
- The Sea Cap'n's Bait 'n' Barg'n B'n är en butik i Springfield Harbor som ägs av Horatio McCallister.[71]
- The Seatery är en möbelbutik där Akira jobbat.[102]
- Shlomo's Judaica är en judisk butik som säljer drejskivor.[103]
- Shøp är en svensk[104]/dansk[105] möbelfirma i Springfield. Deras maskot är Alan Wrench som hittades i en meteorit och lever på verform.[104] Affärens lunchrestaurang heter Fūd och besticken är gjord av lego.[104]
- Shout In The Face Photo Studios är en fotostudio där Julio jobbar.[106]
- Snippy Longstockings är en hårfrisör som ägs av Jake the Barber där Lisa klippte sig då hon fått tuggummi i håret.[8]
- Sportacus är en butik som säljer sportartiklar.[107]
- South O' The Equator Gift Shoppe är en souvenirbutik i Australien.[108]
- Speed-E-Mart är motsvarigheten till Kwik-E-Mart i Shelbyville.[109]
- The Spend Zone är en dyr sportsouvenirbutik i Cypress Creek.[110]
- Sprawl-Mart är ett stort varuhus där Abraham Simpson jobbat.[111] Han ersattes senare av Homer Simpson. De anställda får ett mikrochip inoperat så att de lyder. Andra anställda i butiken är Jeremy Peterson.[112]
- Springfield Animal Shelter är en butik som säljer beslagtagna djur. Deras slogan är "A Loving Sanctuary for animals for up to seven days (En kärleksfullfull bostad för djur upp till sju dagar)". Lisa köpte två katter där.[113]
- Springfield Auto är bilreparationsfirma där Sarcastic Man jobbar.[114]
- Springfield Bentley är en bilfilma som säljer lyxbilar. En provkörning ger ett presentkort på Mingled Waters Health Spa.[115]
- Springfield Copy Shop är ett tryckeri som tryckte serietidningen Everyman och åt Bongo Comics.[116]
- Springfield Costume Shop är en kostymbutik där Homer och Larry Burns gömde sig för polisen i deras toalett.[95]
- Springfield Dry Cleaners är kemtvätt där Sarcastic Man jobbar i kassan.[117]
- Springfield Grocery Store är ett matbutik där Gil Gunderson jobbar på.[76]
- Springfield Hardware är en butik för byggarbetare, där de även blandar färg.[118]
- Springfield Laundromat är en tvättomat i Springfield.[85]
- Springfield Pet Shop är en djuraffär som enbart säljer spolningsbara djur.[119]
- Springfield Rent-A-Car är en biluthyrare där Bart hyrde en bil som förstördes i Knoxville.[80]
- Springfield Travel är en resebyrå.[120]
- Steppin' Out är en klädbutik som främst säljer svedda träningsoveraller i Ogdenville.[50]
- Stop-N-Go-Guat är en bensinkedja som ägs av ett glassföretag.[121]
- Styx and Stones Records är en skivbutik.[122]
- Suicide Notes är en skivaffär som tidigare gick under namnet "Good Vibrations". De anställda har inte hört talats om Apple Computer.[123]
- Teejay's Zaymart är en klädbutik i Little Pwagmattasquarmsettport.[89]
- Teenage Pasteland med slogan "Springfields' #1 Hobby Shop" är en hobbybutik där Sarcastic Man jobbar.[124]
- Texxon är en bensinkedja, en av mackarna ägs av Sarcastic Man.[121]
- Things Unnecessary är en affär i Springfield Heights som säljer onödiga prylar.[98]
- Toliet World är en butik som säljer produkter för toaletter. De är dock inte inkopplade. Butiken ligger granne med restaurangen "Springfield Diner".[99]
- Try-N-Save är en stormarknad i Springfield och Valle Vista. Butiken har också en fotostudio och är öppen dygnet runt inför julen.[125]
- The Vast Waistband är en klädbutik som säljer ponchos, overaller, tyg för kvinnor, domarskrudar, lakan, caper och hawaiiklänningar för överviktiga män.[126]
- VHS Village är en videouthyrare som tidigare gick under namnet Beta Barn.[127]
- Victor's Secret är en klädaffär för kalsonger i Springfield Heights.[98]
- Victor/Victoria's är en butik som är populär bland transsexuella och homosexuella. Deras slogan är "An upscale men's clothing store (En exklusiv butik för herrkläder)".[128]
- Video Matchmaking är en videodejtingfirma som även betjänar immigranter. En tjänst de tillhandahåller är en-dags-dejter.[129]
- Web Lobster är butik för bröllop.[84]
- Wee Monsieur är en klädbutik där Lisa köpte nya kläder till Nelson Muntz.[130]
- Wellne$$ Food$ är en dyr ekologisk matbutik.[131]
- The Wolly Bully är en hattaffär där de säljer hattar, kanske till folk och ibland till folk med huvud.[61]
- Yiddle's är en skämtbutik/apotek i de judiska kvarteren i Springfield. De säljer skämtprylar, trolleritrick och medicinska produkter.[132]
- Yuk-ingham Palace är en skämtbutik där Sarcastic Man jobbar.[133]